# بلوسوزوماب
بلوسوزوماب هو جسم مضاد وحيد النسيلة يدرب ليستخدم في علاج تخلخل العظم.
طورته شركة إيلي ليلي.